# Gliese 676 Ab
Gliese 676 Ab è un pianeta extrasolare orbitante intorno alla stella nana rossa Gliese 676 A a circa 53 anni luce dal Sistema Solare. Si tratta del primo pianeta del sistema ad essere stato scoperto ed è il terzo in ordine di distanza dalla stella. Si tratta di un pianeta gassoso simile per massa e dimensioni a Giove, ma orbitando lontano dalla sua stella non rientra nella categoria dei gioviani caldi. Oltre ad esso la stella ha altri tre pianeti, Gliese 676 Ac, Gliese 676 Ad e Gliese 676 Ae.

## Osservazione
Il pianeta è stato il primo del sistema ad essere scoperto, probabilmente a causa delle sue grandi dimensioni che hanno avuto un maggiore influenza sulla variazione della velocità radiale della stella permettendo agli astronomi di scoprirlo nel 2009 grazie al metodo della velocità radiale.
In seguito sono state osservate altre misurazioni, eseguite a diverse lunghezze d'onda dello spettro elettromagnetico, specialmente nell'infrarosso. Tale metodo di osservazione potrebbe in futuro rivelarsi utile per l'analisi dell'atmosfera e della composizione del pianeta.

## Parametri orbitali e rotazionali
Gliese 676 Ab completa la sua orbita in circa 1052 giorni (quasi tre anni terrestri) e dista dalla sua stella 271 500 000 chilometri (1,81 UA). Questi parametri se paragonati a quelli dei giganti gassosi del nostro sistema solare sono decisamente anomali, in quanto il più vicino al Sole, Giove, impiega oltre 11 anni ad orbitarvi intorno distando oltre 5 UA); se paragonassimo i due corpi celesti, trovandosi alla distanza di Giove Gliese 676 Ab orbiterebbe in oltre trentatré anni. Gli astronomi attribuiscono questa differenza al fato che, mentre Giove orbita intorno ad una stella singola, Gliese 676 A b orbita attorno a due, e la gravità di entrambe probabilmente ha causato un rallentamento dell'orbita.
Gliese 676 Ab ha un'orbita fortemente eccentrica, passando, durante una rivoluzione, da una distanza di 1,2 UA nel periodo del perielio a circa 2,4 UA in quello dell'afelio; tale eccentricità è dovuta anch'essa alla vicinanza con la stella doppia. Sempre per questo motivo l'orbita del pianeta è anche inclinata di 45° rispetto al piano equatoriale della stella madre. Queste caratteristiche fanno quindi sì che il pianeta sia presenti delle stagioni piuttosto estreme durante l'anno influenzando il clima di eventuali esolune rocciose in orbita al gigante gassoso.

## Caratteristiche fisiche
Gliese 676 Ab è un super Giove, con una massa di 6,7 rJ, il raggio non è noto poiché è stato scoperto con il metodo della velocità radiale e non è stato osservato nessun transito del pianeta davanti alla stella madre.